# 花蓮地震 (2018年)
花蓮地震（かれんじしん、ホゥアリェンじしん）は、2018年2月6日23時50分（台湾標準時、UTC+8。以下同じ）に中華民国（台湾）東部の花蓮県近海を震源として発生した地震。地震の規模はMw 6.4 (USGS)、Ml 6.2 (CWB)、Ms 6.5 (CENC)、Mj 6.7 (JMA) 。花蓮県花蓮市、太魯閣、宜蘭県南澳郷で最大震度7級（中央気象局震度階級）を計測した。

## 概要

### 各地の震度
台湾内における各地の震度（中央気象局震度階級）は以下の通り。
| 最大震度 | 県市地区                                                                                       |
| -------- | ---------------------------------------------------------------------------------------------- |
| 7級      | 花蓮県、宜蘭県                                                                                 |
| 5級      | 南投県                                                                                         |
| 4級      | 台中市、雲林県                                                                                 |
| 3級      | 桃園市、新竹県、台東県、台北市、新北市、南投県、嘉義県、嘉義市、彰化県、雲林県、苗栗県、台南市 |
| 2級      | 新竹市、台中市、基隆市、高雄市、台南市、屏東県、澎湖県                                         |

この他、日本でも気象庁の観測により、沖縄県で震度1から2の揺れを観測した。

## 前震
2018年2月4日3時30分のMw4.8の地震を皮切りに、同じ地域で連続して地震が発生していた。2月4日21時56分にはMw6.1の地震が発生していた。

## 被害
この地震で17人が死亡した。
花蓮市内では、7階建てのマーシャルホテル（統帥大飯店）や、12階建ての雲門翠堤ビル、そのほかに民家41棟が倒壊する被害が発生した。ライフラインでは停電1,336戸、断水100戸の被害となっている。大きな被害は花蓮市にある米崙断層沿いに多い。

### 交通機関

#### 鉄道
- 台湾鉄路管理局は花蓮県内の東部幹線で徐行運転を行ったものの、ほぼ平常通り運行した。貨物線の花蓮臨港線は地震による軌道の破断が発生し、8日午前6時に復旧した[15]。

#### 道路
各地で路面の隆起などによる通行規制が実施された。
- 台11線 - 花蓮大橋（北緯23度55分25.2秒 東経121度35分52.0秒 / 北緯23.923667度 東経121.597778度）の路面に亀裂と隆起が生じ[16]、翌7日より片側対面通行となっている[17]。
- 県道193号 (台湾) - 七星潭大橋（北緯24度01分33.9秒 東経121度37分46.3秒 / 北緯24.026083度 東経121.629528度）が橋脚に亀裂が生じ通行止[18][16]。
- 郷道花19線 - 美崙渓（中国語版）に架かる尚志橋（北緯23度59分4.6秒 東経121度36分36.4秒 / 北緯23.984611度 東経121.610111度）が通行止。2月15日に3.5トン以下の小型車の通行規制を解除[19]。
- 三号橋（国盛四街。北緯23度59分31.8秒 東経121度36分31.6秒 / 北緯23.992167度 東経121.608778度） - 2/15に3.5トン以下の小型車両の通行規制解除[19]

など。

## 対応

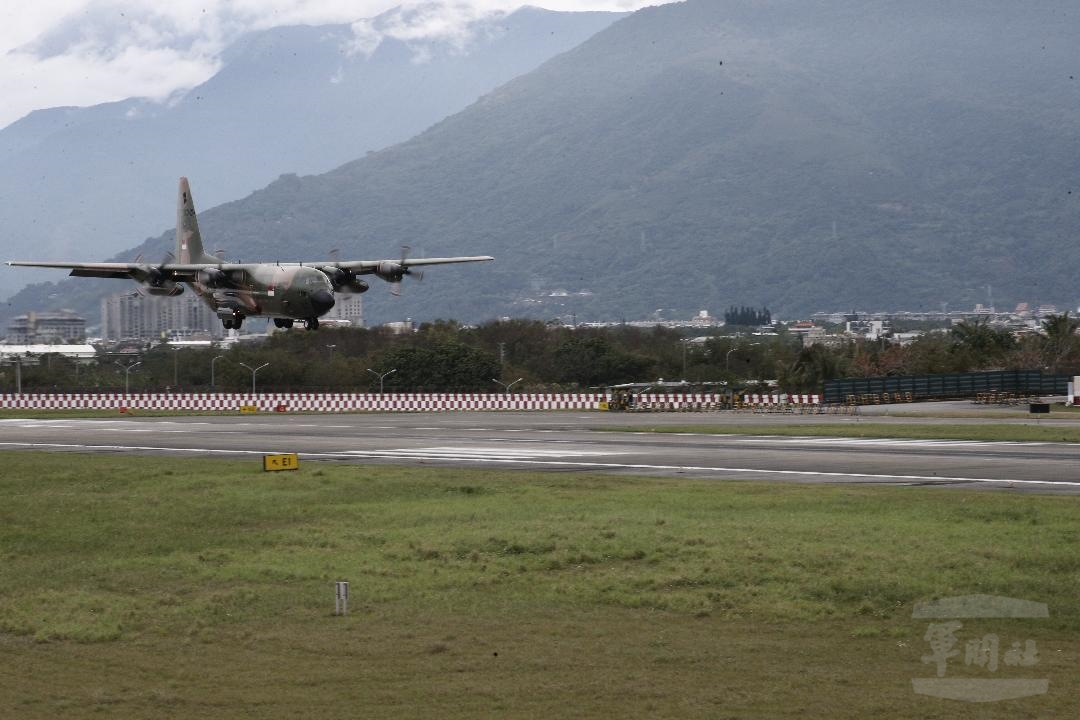
花蓮空港に緊急物資を輸送するシンガポール空軍機（C-130輸送機）

- 中華民国外交部は、63カ国と欧州連合、東カリブ諸国機構、中央アメリカ議会、中米統合機構から慰問の意が寄せられたことを明らかにし、謝意を表明した[20]。
- 日本政府は、内閣総理大臣の安倍晋三が手書きで応援メッセージを寄せ、激励する動画を公開した他、外国で唯一、国際緊急援助隊専門家チームを派遣した。2月12日に行われた世論調査では、台湾に最も思いを寄せた国はどこだと思うかという設問で、日本との回答が75.8%に達し、2位の中国（同1.8%）を大きく引き離した[21]。
- 中華人民共和国政府は、救援の申し出を行なったが、台湾政府は「高度な機材がある」日本以外の救援は受け入れない姿勢を示した。環球時報など中国メディアは、「政治的な判断」であるとして批判的に報道した[22]。
- シンガポール軍（SAF）は、C-130輸送機を派遣し、医薬品やテント、懐中電灯などの緊急物資を輸送した[23]。外国の支援としては、日本に次いで2カ国目であり、また台湾に外国の軍用機が入るのも異例のことであった[24]。